# 다트무어

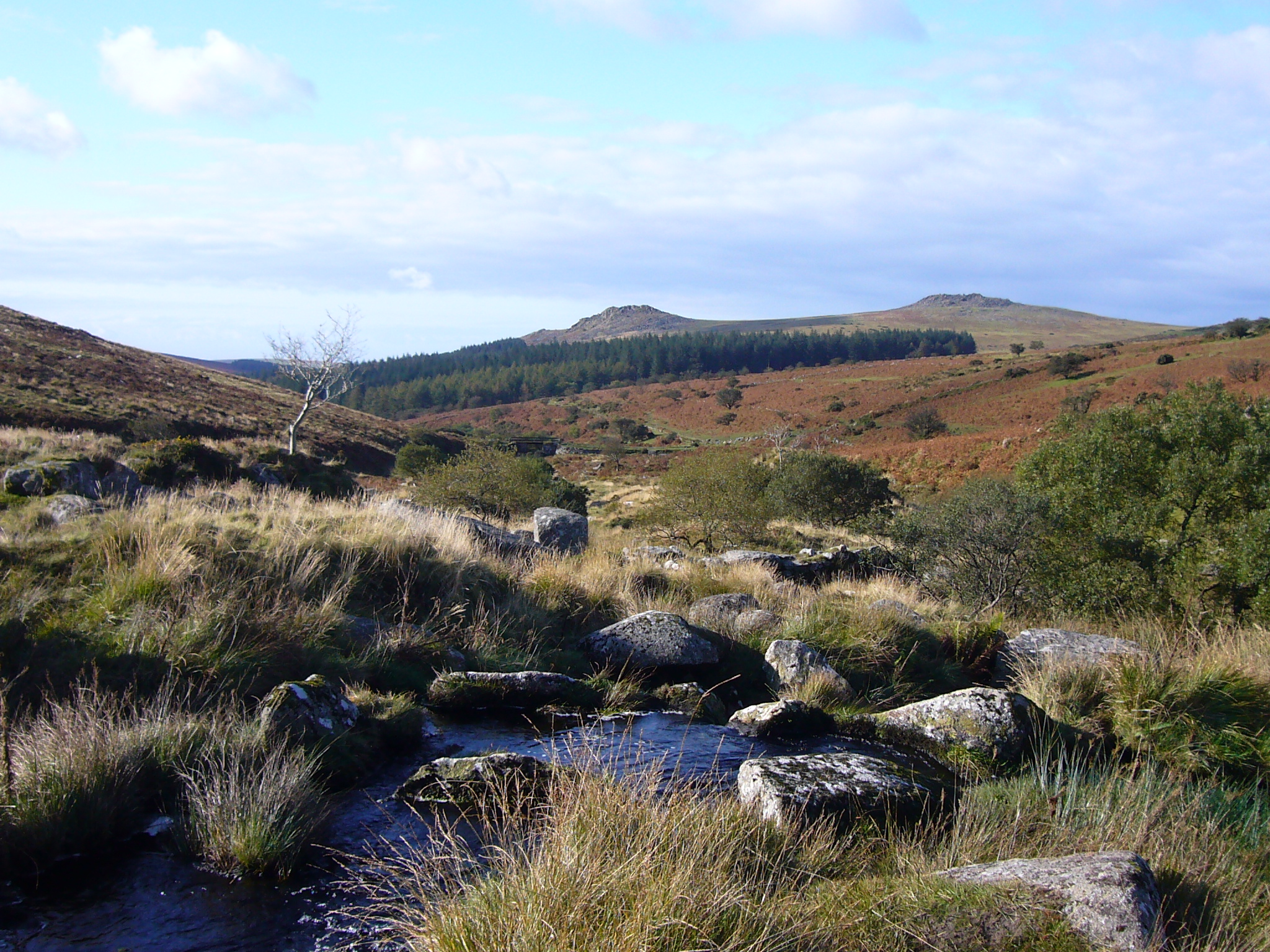
다트무어

다트무어(Dartmoor)는 잉글랜드 데번주 남부에 펼쳐져 있는 습지 지형의 지역이다. 다트무어 국립공원(Dartmoor National Park)으로 보호되어 있다.